# Nematalosa resticularia
Nematalosa resticularia is een straalvinnige vissensoort uit de familie van haringen (Clupeidae). De wetenschappelijke naam van de soort is voor het eerst geldig gepubliceerd in 1995 door Nelson & McCarthy.